# Lars Göransson (trubadur)
Lars Göran Göransson, född 14 oktober 1942 i Stockholm, död 4 december 1981 i Stockholm, var en svensk trubadur, tonsättare och visdiktare.

## Biografi
Lars Göransson var en av de många artisterna på Vispråmen Storken, där han först prövade sina visor. Under Visfestivalen i Västerviks tidiga år framträdde han flitigt. Tillsammans med Ewert Ljusberg och Sid Jansson uppträdde han, ofta under namnet 'På egen risk'. De tre trubadurerna gav sig då och då ut på fotvandrande turnéer, bland annat till Oslo och Trondheim. Göransson var en av initiativtagarna till Yrkestrubadurernas förening (YTF). Dessutom tonsatte han Bo Bergman och Nils Ferlin, bland andra 'Det finns så många gårdar'. Lars Göransson är gravsatt i minneslunden på Kungsholms kyrkogård i Stockholm.

## Diskografi
- Tills i morgon (singel), 1971, IS-11 [7]
- Omsider (LP), 1973, YTF – EFG-7358 [8]